# (4647) Syuji
(4647) Syuji es un asteroide perteneciente al cinturón de asteroides, descubierto el 9 de octubre de 1931 por Karl Wilhelm Reinmuth desde el Observatorio de Heidelberg-Königstuhl, Alemania.

## Designación y nombre
Designado provisionalmente como 1931 TU1. Fue nombrado Syuji en honor al astrónomo japonés Shūji Hayakawa.